# Орджоникидзевский сельсовет (Хакасия)
Орджоникидзевский сельсовет — сельское поселение в Орджоникидзевском районе Хакасии.
Административный центр — село Орджоникидзевское.

## История
Статус и границы сельского поселения установлены Законом Республики Хакасия от 7 октября 2004 года № 68 «Об утверждении границ муниципальных образований Боградского района и наделении их соответственно статусом муниципального района, сельского поселения»

## Население
| 2002 | 2010 | 2012 | 2013 | 2014 | 2015 | 2016 |
| ---- | ---- | ---- | ---- | ---- | ---- | ---- |
| 744  | ↘522 | ↘463 | ↘436 | ↘404 | ↘399 | ↘393 |
| 2017 | 2018 | 2019 | 2020 | 2021 |      |      |
| ↗394 | ↘373 | ↘340 | ↘333 | ↘310 |      |      |

### Национальный состав
Русские (87,4 %), хакасы (4,6 %), татары (3,1 %)

## Состав сельского поселения
В состав сельского поселения входит один населённый пункт — село Орджоникидзевское.

## Местное самоуправление
Администрация
с. Орджоникидзевское, Советская,  21
Глава администрации
- Бетехтин Александр  Михайлович